# Arvid Holmberg
Nils Arvid Birger Holmberg (Malmö, 1886. október 10. – Malmö, 1958. szeptember 11.) olimpiai bajnok svéd tornász.
Részt vett az 1908. évi nyári olimpiai játékokon, és tornában csapat összetettben aranyérmes lett.
Testvéreivel, Carl Holmberggel és Oswald Holmberggel együtt lett olimpiai bajnok.
Klubcsapata a Malmö GFK volt